# 大阪緑涼高等学校
大阪緑涼高等学校（おおさかりょくりょうこうとうがっこう）は、大阪府藤井寺市春日丘三丁目にある私立高等学校（ただし校舎は羽曳野市高鷲三丁目になる）。

## 概要
もともとは相愛学園の同窓生が中心となって開校させた学校である。現在は、大阪商業大学などを運営する学校法人谷岡学園が運営している。
「新・教養ルネッサンス」を掲げて、受験教科偏重などではない全人的な教育を目指している。少人数指導で基礎的な学習内容の定着を図ることや、土曜日の授業実施などの取り組みもおこなっている。
なお、運営母体である大阪女子短期大学は2018年3月に閉学となったが、これに伴い本校についても2017年4月に「大阪緑涼高等学校」に改称した。
2018年度より、普通科（文理ハイレベルコースのみ）、調理製菓科において共学化となった。

## 沿革
- 1941年 - 相愛学園の同窓会を母体に藤井寺学園相愛第二高等女学校が開校
- 1942年 - 藤井寺高等女学校に改称
- 1948年 - 学制改革により藤井寺高等学校に改称
- 1952年 - 相愛第二高等学校に校名変更
- 1954年 - 藤井寺学園を谷岡学園が吸収合併、相愛第二高等学校を大阪商業大学附属女子高等学校に改称
- 1955年 - 大阪女子短期大学開学に伴い、大阪商業大学附属女子高等学校から大阪女子短期大学附属高等学校に変更
- 1992年 - 大阪女子短期大学高等学校に変更
- 1993年 - 制服改定。韓国・昌文女子高等学校と国際交流プログラム開始
- 2003年 - 3コース制を実施
- 2009年 - 制服改定
- 2011年 - 体操服改定
- 2015年 - 4コース制を導入
- 2017年 - 学校名を「大阪女子短期大学高等学校」から「大阪緑涼高等学校」に改称
- 2018年 - 共学の調理製菓科、普通科（文理ハイレベルコース）を開設
- 2019年 - 全科で共学化。普通科に総合進学コース、保育系進学コースを開設
- 2020年 - 辻調理師専門学校・辻製菓専門学校と高専連携協定を締結[4]

## 学科・コース
- 普通科
  - 文理ハイレベルコース
    - 文系
    - 理系

  - 総合進学コース
    - 地域と社会系統
    - 言語と文化系統
    - 理数科学系統

  - 保育系進学コース
- 調理製菓科
  - 調理師コース
  - 製菓衛生師コース

## クラブ活動
女子バレーボール部は1987年と1991年に春の高校バレーで準優勝をしている。

### 運動部
- 女子バレーボール★ - 春の高校バレー 10回出場（1987年、1991年準優勝）、高校総体 14回出場（1980年、1983年ベスト4）
- 男子バスケットボール★
- 女子バスケットボール★
- 男子バドミントン
- 女子バドミントン★
- 卓球★
- テニス
- 陸上
- 男子サッカー
- 女子サッカー
- ダンス同好会
- テコンドー同好会

### 文化部
- 軽音楽
- ESS
- サブカルチャー研究、
- 筝曲
- 写真
- 書道★
- 美術
- 茶華道
- 家庭科
- 吹奏楽★
- 歴史研究
- 放送
- 科学同好会

★は強化指定部

## 著名な出身者

### 芸術・文化・芸能
- 奈美悦子（女優）
- 吹石一恵（女優）
- 吉岡ひとみ（女優）
- 松山亜耶（モデル）
- 天童よしみ（演歌歌手）

### スポーツ
- 好川菜々（プロボクサー）
- 丹山美紗緒（バレーボール選手）
- 山下遥香（バレーボール選手：PFUブルーキャッツ）

## 交通
- 近鉄南大阪線 藤井寺駅または高鷲駅
- 近鉄バス 大阪緑涼高校前停留所（2018年3月17日、「大阪女子短大前」より停留所名称変更[5]）

## 労働災害
2018年3月末、同高教頭が長時間労働により自死。